# Vědecká revoluce

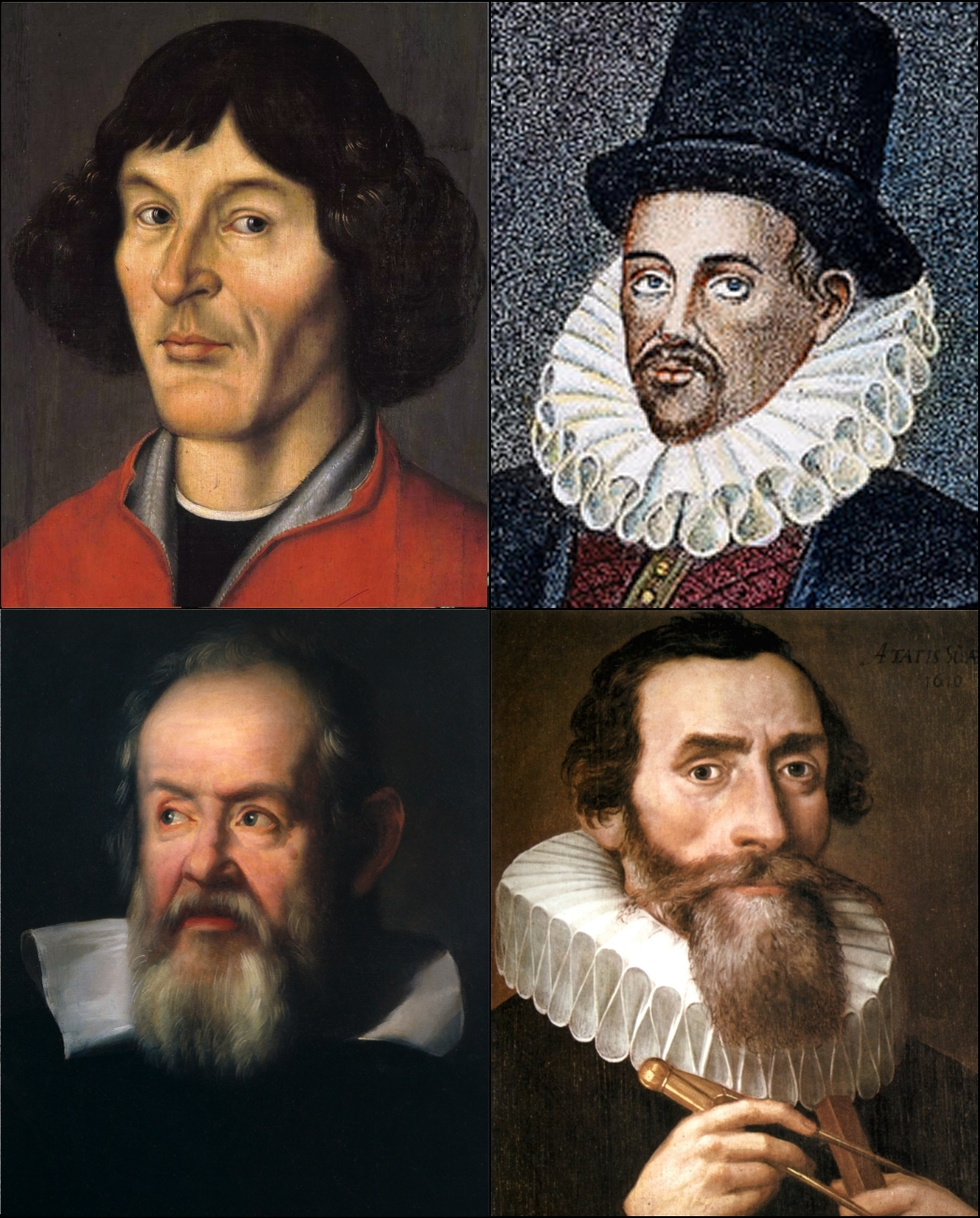
Koperník, Gilbert, Galileo Galilei, Johannes Kepler

Vědecká revoluce je termín užívaný v rámci historiografie, dějin vědy nebo dějin myšlení k označení řady změn uvnitř evropské vědy (zejm. v matematice, fyzice, chemii, astronomii a biologii), které se měly projevovat především během 16. a v 17. století, a jež hluboce změnily pohled člověka a společnosti (zejména evropské) na přírodu a sebe sama. Klasicky je vědecká revoluce ohraničena a vymezena konkrétními díly a objevy (například publikací Koperníkovy heliocentristické koncepce nebo Newtonovy "velké syntézy" v Principiích). To je ale v současnosti někdy přehodnocováno. Vědecká revoluce je jedněmi považována za počátek moderní vědy, jiní toto tvrzení vyvracejí a zdůrazňují kontinuitu (tzv. teze o kontinuitě) raně novověké vědy s vědou ve středověku. I přesto je pojem vědecká revoluce smysluplným pojmem pro pochopení a zobecnění některých změn v evropské vědě a společnosti během raného novověku.

## Historické pozadí

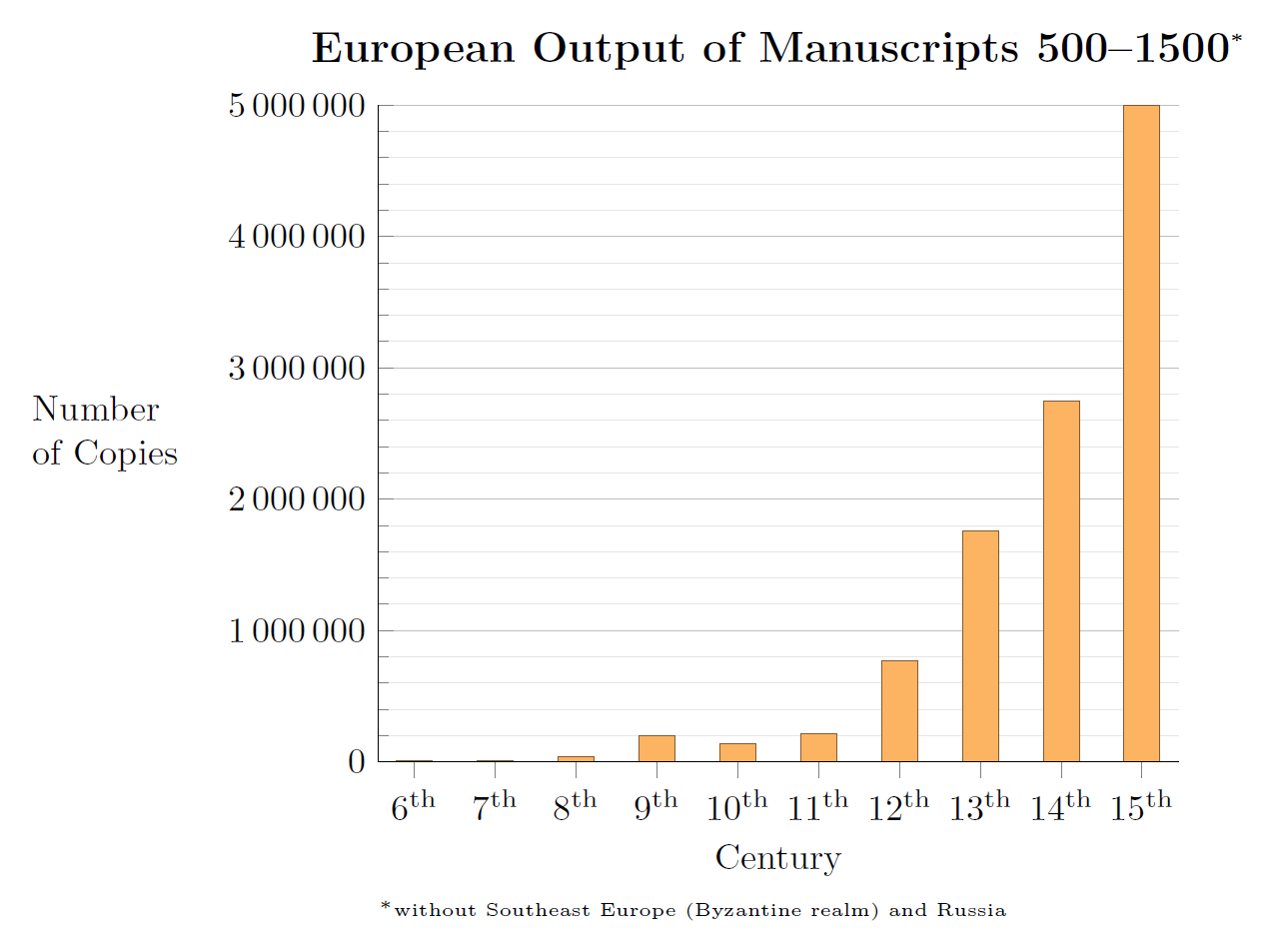
Nárůst počtu rukopisů v letech 500 až 1500 n. l.

Vzdělanost ve středověku byla na nižší úrovni. Z východu se do Evropy šířila vzdělanost přes islámský svět (viz též islámský zlatý věk), stejně jako papír, který byl levnější než používaný pergamen. Rozšíření myšlenek umožnil také knihtisk, který byl dříve vynalezen v Číně. Evropské vědecké myšlení začalo být prudce dynamizováno v renesanci (paradoxně často návratem k antickým vzorům) a v 17. století se vyvíjelo v interakci s osvícenstvím.

## Podstata teze o vědecké revoluce

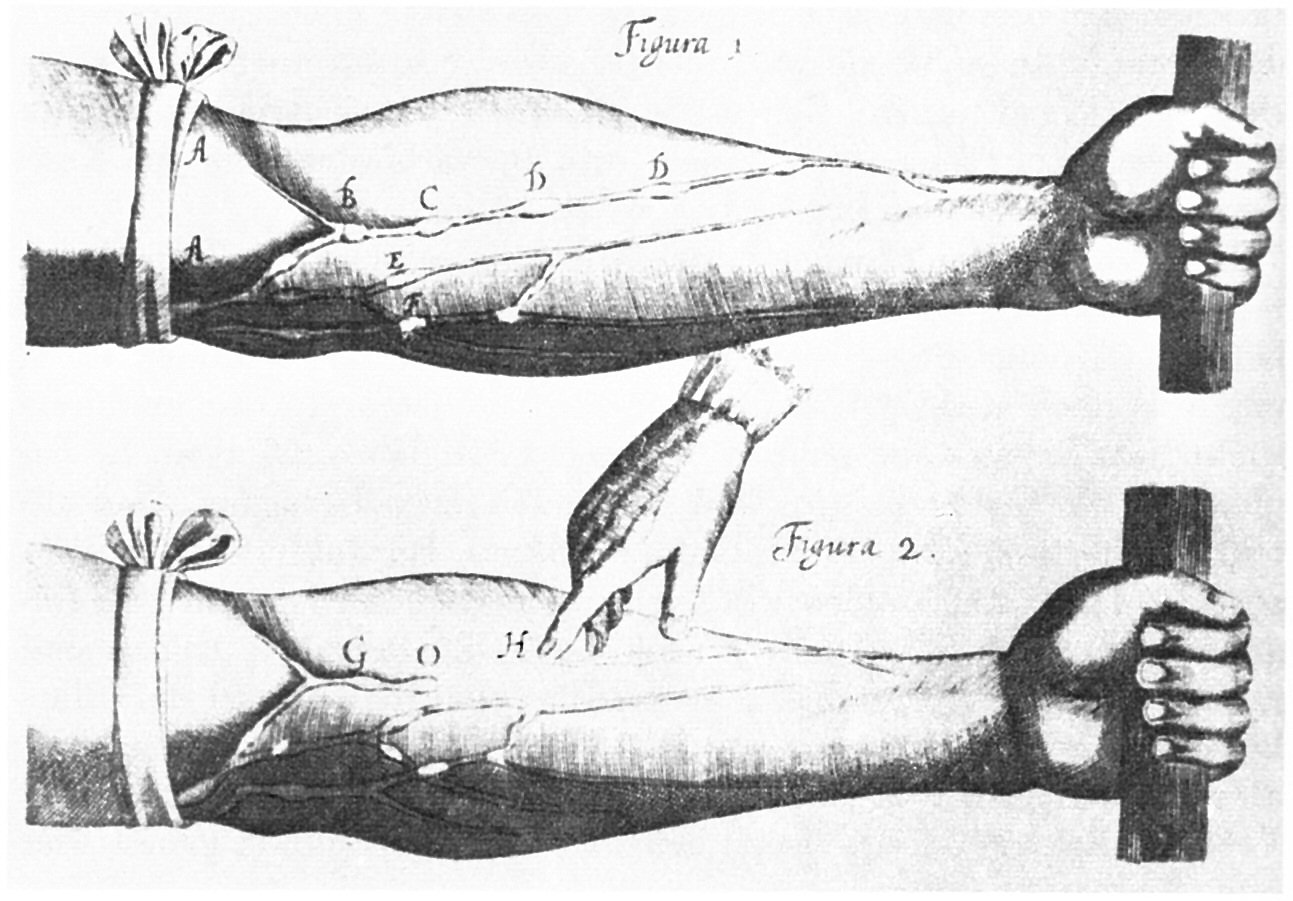
Nákres žil na ruce od anglického lékaře Williama Harveyho

Pojem vědecká revoluce zavedl v 18. století Jean Sylvain Bailly. Ve 20. století se ho chopil zvláště Alexandre Koyré, který zdůraznil, že vývoj myšlení není kontinuitní, a také poukázal na souvislost vývoje vědy s filozofií. Nejznámější autorem, který staví na myšlence vědecké revoluce je Thomas Kuhn, který ve své knize Struktura vědeckých revolucí (1962) nabídl konceptualizaci změny ve vědě jako změny paradigmatu. Kuhn v podstatě argumentuje, že změna paradigmatu je ve vědě postavena na anomáliích, které odporují ustanovenému způsobu vysvětlení. To znamená, že nové otázky vyžadují nové způsoby vědeckého tázání a nové odpovědi. Kuhnův model změny paradigmatu jako ústředního motoru vědecké revoluce, je ale nicméně kritizován například za to, že vidí vědu příliš mechanisticky. Kniha Stephana Shapina The Scientific Revolution (1996) například pojem a existenci vědecké revoluce zcela popírá.
Konkrétněji se měla vědecká revoluce projevit v celkem čtyřech sférách vědy: vznikem mechanické a chemické filosofie, empirismem a matematizací vědeckého myšlení obecně. Mechanická filosofie je asociována s nástupem nového vidění přírody a člověka v ní, která přírodu i svět zbavuje kouzel (odkouzlení světa) ve prospěch mechanicky a více materialisticky pojatého světa. Zástupcem tohoto postoje je například René Descartes. Podobný postoj je obsahem pojmu chemické filosofie, která je spojená s předchozí mechanickou filosofii. V této oblasti se mělo jednat především o zvýšený zájem o chemickou analýzu v rámci vědeckého bádání. Základem moderního empiricismu bylo v podstatě stále aristotelovské pojetí vědy postavené na dedukci a indukci. Empirismus ale do tohoto kontextu přinesl myšlenku ověřitelného vědeckého experimentu, který byl poprvé navržen Francisem Baconem a následně rozpracován Reném Descartem v jeho Rozpravě o metodě. Konečně pojem matematizace se váže k stále většímu významu kvantitativních měření a vůbec matematiky pro vědecké zkoumání.

## Hlavní zástupci a díla tzv. vědecké revoluce
| 1543: Mikuláš Koperník publikoval Šest knih o obězích sfér nebeských, kde definoval heliocentrický model.                                     |
| 1572: Tycho Brahe objevuje supernovu. |
| 1600: Giordano Bruno upálen a William Gilbert publikuje knihu O magnetu.                                                                      |
| 1609: Johannes Kepler publikuje Novou astronomii, ve které definuje Keplerovy zákony.                                                         |
| 1620: Francis Bacon vydává knihu Novum organum.                                                                                               |
| 1628: William Harvey vysvětluje v knize Exercitatio anatomica de motu cordis et sanguinis in animalibus princip krevního oběhu lidského těla. |
| 1632: Galileo Galilei vydává knihu Dialogy o dvou největších systémech světa.                                                                 |
| 1637: René Descartes publikuje Rozpravu o metodě.                                                                                             |
| 1665: Isaac Newton formuluje první předpoklady pro gravitační zákon, kalkul a teorii šíření světla.                                           |
| 1687: Isaac Newton vydává knihu Principia mathematica.                                                                                        |

Podle klasické periodizace vědecké revoluce se za první impuls ve vědeckém myšlení raného novověku považuje kniha Mikuláše Koperníka De Revolutionibus orbium coelesticum libri VI („Šest knih o obězích sfér nebeských“), publikovaná v roce 1543. Koperníkův heliocentrický model je považován za první zlomový okamžik vědecké revoluce 16. a 17. století.
Vedle Koperníka je to dílo Johanna Keplera, a to především soubor čtyř Keplerových zákonů o pohybu planet z počátku 17. století (1609). Neméně významné je ale i dílo jeho italského současníka Galilea Galileiho, který přispěl například konstrukcí vylepšeného teleskopu a užití řady kvantitativních a matematických metod zkoumání. V roce 1620 potom Francis Bacon publikoval Novum Organum, ve kterém zdokonalil aristotelskou metodu myšlení, a položil tak základy vědecké metody i moderního empirismu. Konečně Isaac Newton na konci 17. století a počátku 18. století rozpracoval Keplerovo a Galileovo dílo a uvedl do vědecké metodologie kategorii kalkulu a definoval gravitační zákon.